# Уральська Республіка

Територія, яку могла б зайняти «Велика Уральська Республіка»

Уральська Республіка — не визнана Російською Федерацією республіка. Як суб'єкт Російської Федерації фактично існувала з 1 липня по 9 листопада 1993 в межах сучасної Свердловської області. Республіка була перетворена зі Свердловської області з метою підвищення її статусу в складі Російської Федерації та набуття більшої економічної та законодавчої самостійності. Припинила своє законне існування після видання Указу Президента Російської Федерації про розпуск Свердловської облради, а потім — про незаконне відсторонення від посади голови адміністрації Едуарда Росселя. Існує навіть Прапор Уральської Республіки.
Тема Уральської Республіки втілюється і в творчості таких письменників, як Володимир Молотов та Федір Крашенников.

## Передумови
У 1993 велися роботи зі створення проекту Конституції Російської Федерації. Спочатку за проектом республіки, що входять до складу Росії, мали виняткові права та пріоритет у формуванні свого бюджету.
Для того, щоб у майбутньому мати більшу самостійність в економічній та законодавчої сферах, керівництвом Свердловської області була висунута ідея перетворення області в республіку.
У Єкатеринбурзі малочисленні противники створення республіки вказували, що цей крок вигідний лише місцевій політичній еліті і фактично знову ставить на порядок денний питання про розпад Росії. Прихильники ідеї Уральської Республіки, яких була більшість, навпаки, бачили її як противагу сепаратистським устремлінням Татарстану і інших національних республік, як можливість перенесення акценту політичних реформ з центру на місця.
Голова адміністрації області Едуард Россель заявляв: «Нам не потрібен суверенітет, але дуже потрібні економічна і законодавча самостійність».

## Історія

### Хронологія подій 1993
- Наказ Губернатора Уральської Республіки від 31.10.1993 № 1.
- Наказ Президента РФ від 9 листопада 1993 № 1874.
- Наказ Президента РФ від 10 листопада 1993 № 1890.

25 квітня — винесення на референдум питання про розширення повноважень Свердловської області в соціально-економічній сфері до рівня республіки у складі Російської Федерації. 84,4 % виборців відповіли на це питання ствердно. Явка склала 67,0 %.
1 липня — Свердловська Облрада ухвалила рішення про проголошення Уральської Республіки та початок робіт над її Конституцією.
14 вересня у Єкатеринбургу відбувся семінар «Уральська Республіка і цілісність російської держави». За його підсумками відбулося підписання заяви глав: Свердловської, Пермської, Челябінської, Оренбурзької, Курганської областей про намір брати участь у розробці економічної моделі Уральської Республіки на базі областей Уралу. Проект нового територіального утворення отримав назву «Велика Уральська Республіка».
27 жовтня — Свердловською облрадою була затверджена Конституція Уральської Республіки. Вона була розроблена вченими Уральського відділення РАН під керівництвом професора А.Гайди. Конституція проголошувала, зокрема, що «Уральська Республіка є суб'єкт Російської Федерації, що володіє всіма правами, встановленими для республік у складі Росії відповідно до Конституції Російської Федерації». Текст Конституції був опублікований 30 жовтня в «Обласній газеті».
З 31 жовтня Конституція Уральської Республіки набрала чинності. Указом № 1 Едуард Россель поклав на себе виконання обов'язків губернатора республіки, а уряду республіки — на уряд області (голова — Валерій Трушніков).
2 листопада Едуард Россель взяв участь у розширеному засіданні Радміну РФ. На цьому засіданні Президент Російської Федерації Борис Єльцин заявив, що прагнення областей підняти свій статус — це закономірний процес, який уряд повинно взяти до уваги.
На прес-конференції 5 листопада Едуард Россель повідомив про підтримку Уральської Республіки Президентом Єльциним і про намір продовжувати її будівництво й самоврядування.
8 листопада за пропозицією губернатора Едуарда Росселя облрада винесла на референдум 12 грудня Конституцію республіки і оголосив на той же день вибори губернатора і двопалатного Законодавчих зборів Уральської Республіки.
9 листопада вийшов неочікуваний Указ Президента РФ № 1874 про розпуск Свердловської Облради, а потім, 10 листопада, — шокуючий Указ № 1890 про відсторонення від посади Едуарда Росселя. Всі рішення з Уральської Республіці були визнані такими, що не мають сили, не дивлячись на законність і легітимність процесів утворення Республіки.
Виконуючим обов'язки голови адміністрації Свердловської області був призначений Валерій Трушніков, колишній перший заступник Едуарда Росселя і голова уряду Уральської Республіки.

### Причини ліквідації Уральської Республіки
На думку Олександра Левіна, колишнього керівника адміністрації губернатора Свердловської області, проти створення Уральської Республіки виступило оточення Бориса Єльцина. Зокрема Сергій Шахрай, в той час голова Держкомітету у справах федерації та національностей, Сергій Філатов, керівник адміністрації президента Російської Федерації, і Віктор Ілюшин. Посилаючись ніби на слова самого Росселя, Левін стверджує що проти виступав насамперед Сергій Філатов. Оточення вважало, що набуття областю з переважно російським населенням республіканського статусу є кроком до Розпаду Росії. Особливо негативно це стало розцінюватися після подій 3-4 жовтня 1993 року, пов'язаних з розпуском Верховної Ради Росії і наступним придушенням спроби збройного опору його прихильників. Через багато років, за словами Левіна, Шахрай зізнався, що в 1993 році він навіть не читав Конституцію Уральської республіки. Тому ліквідація Республіки юридично нелегітимна. А Єльцин прокоментував: «звичайно, нічого не знав, йому просто сказали, що свердловчане створюють республіку — він відразу і підписав указ». Олександр Левін: «Уральська Республіка існує до цих пір». Де-юре кожен свердловчанін — громадянин Уральської Республіки.

### Подальші події
Едуард Россель неохоче підкорився рішенню президента, але при цьому попросив відомого московського правознавця та професора Авак'яна дати свій висновок. Авак'ян офіційно підтвердив незаконність зняття Росселя з роботи, а також незаконність заборони Конституції Уральської Республіки та розпуску обласної ради.
На тлі московських подій жовтня 1993 розпуск Свердловської Облради та відсторонення від посади голови адміністрації Едуарда Росселя пройшли непомітно для громадськості, але не уральської. Тому Россель негайно висунув свою кандидатуру в Раду Федерації і почав створювати масове громадське непартійне об'єднання «Перетворення Уралу» для повернення у велику політику і відстоювання існування Республіки.
Сергій Шахрай, виступаючи в грудні в Катеринбурзькому Палаці молоді, на питання про Уральської Республіці відповів, що не підтримує її в рамках однієї Свердловської області, однак виступає за її створення на основі всього Великого Уралу.
12 грудня 1993 року по результатами всенародного голосування була прийнята Конституція Російської Федерації, в якій в вказується на рівноправність суб'єктів Російської Федерації. Не останню роль в додаванні даного положення зіграла історія з Уральської Республікою.
На початку січня 1994 року головою адміністрації області був призначений Олексій Страхов, колишній перший заступник мера Єкатеринбургу.
10 квітня 1994 на виборах Свердловської обласної думи яку очолював Россель «Перетворення Уралу» отримало всього 3 депутатських мандати з 28, Россель був обраний головою думи.
26 жовтня 1994 Свердловська обласна дума переважною більшістю голосів прийняла Статут області, що повторює основні положення Конституції Уральської Республіки.
В 1995у Едуард Россель був обраний Губернатором Свердловської області, в 1999 і 2003 роках він знову вигравав губернаторські вибори, згодом був перезатверджений на посаді. В 2009у на новий термін роботи на посаді губернатора Президентом запропонований не був і перейшов у Раду Федерації. Республіку очолив Олександр Мішарін.

## Уральська Республіка сьогодні
- 25 вересня 2003 року в Єкатеринбурзі тільки-но переобраний на посаду губернатора Свердловської області Едуард Россель заявив, що «Уральська Республіка» юридично існує донині, та Указом Президента її ліквідувати не можна, так як вона створена в повній відповідності до колишньої Конституції за допомогою Референдуму, за волевиявленням більшості якого існує Республіка. А рішення облради 1993 року досі не скасовані. Відповідаючи на питання Е. Россель зазначив, що головну роль в «розгоні» республіки зіграв Сергій Шахрай, голова Держкомітету у справах федерації та національностей, і буквально — «Він налякав Єльцина».
- Уральські франки, які досі зберігаються в центрі Бориса Єльцина в Єкатеринбурзі, через майже два десятки років стали буквально демонічним символом сепаратизму. За словами Сергія Мошкіна, франки були надруковані як адекватна альтернатива рублю в умовах гострого дефіциту грошей і використовувалися не як самостійна валюта, а як своєрідна боргова розписка при схемі бартерних розрахунків.

Дійсно, де-юре промови про сепаратизм не було. Але де-факто всі політичні та економічні передумови цьому сприяли.
Постійно відбуваються дискусії стосовно Уральської Республіки, на одній з них були оголошені такі тези:
- «Республіка була утворена 1 липня 1993 року, на думку більшості юристів, існує де-факто до цього дня. Ідея творця і головного ідеолога проекту — тодішнього губернатора Едуарда Росселя — полягала у підвищенні статусу Свердловської області в складі Російської Федерації та придбанні більшої економічної та законодавчої самостійності, якою в той час володіли національні республіки.

Початок юридичного оформлення Уральської республіки було покладено проведеним навесні 1993 року Референдумом про розширення повноважень Свердловської області в соціально-економічній сфері до рівня республіки у складі Російської Федерації. У ньому взяли участь більше 60 % населення регіону. При цьому понад 83 % опитаних відповіли на питання про необхідність створення республіки ствердно. Після цього події навколо оформлення Уральської республіки почали розвиватися дуже стрімко і вже наприкінці жовтня була написана нова Конституція. Автором був нинішній голова комітету із законодавства Свердловської обласної Думи єдинорос Анатолій Гайда.
Приблизно в той же час в Челябінській області була зроблена спроба створення Південно-Уральської республіки. Але через провал юридичної сторони питання новий суб'єкт федерації так і не з'явився», — наголошує Сергій Мошкін.
- "Ті передумови, які існували в 1993 році, нікуди не поділися і, більше того, зараз виражені навіть ще більш рельєфно: у першу чергу, це дисбаланс у відносинах між Москвою і різними регіонами, коли ряд регіонів зараховується до вищого сорту, а інші повинні задовольнятися другим або третім ", — спробував сформулювати причину виникнення Уральської республіки депутат Єкатеринбурзької обласної думи і видатний громадський діяч Леонід Волков.
- Думку Волкова підтримав і Костянтин Кисельов, впевнений, що сьогоднішні передумови набагато гостріше ставлять питання про відродження ідей сепаратизму в Росії.

«У 90-ті роки не існувало загрози розпаду Росії. Була боротьба за гроші, повноваження, бюджет, амбіції, але не за суверенітет і відділення. Сьогодні загроза розпаду вища, ніж була в ті часи. Саме централізація влади є потужним фактором, що стимулює розпад», — заявив політолог. Схоже, що саме ця вражаюча схожість політичних ситуацій зараз і 17 років тому зібрала всіх цих людей в одному залі. І головна думка, яка читалася в словах кожного виступаючого, була про ймовірність розпаду Росії сьогодні. На думку деяких, це могло б стати благом і вилитися в першу чергу «у більш високий рівень життя і більш низький рівень корупції».
«Федералізм в Росії практично знищений, а між тим він надзвичайно важливий, і в цьому сенсі ідея Уральської республіки як суб'єкта Російської Федерації була дуже правильною. І варто думати над тим, в якому вигляді її можна воскресити зараз», — закінчив свій виступ Леонід Волков .
- Підбиваючи підсумки дискусії, Федір Крашенинников висунув і свою версію гонінь на уральський регіоналізм на початку 90-х. На думку політолога, підвищення статусу російського по суті регіону до рівня національної республіки могло б стати каталізатором для аналогічних рухів в інших регіонах. А цього керівництво Росії завжди боялося — і тоді, і зараз.

Щоправда, відродженню ідеї в початковому вигляді заважає сучасне законодавство, що виключає будь-яку подібну ініціативу суб'єкта федерації. З іншого боку, на новому етапі ідея Уральської республіки може бути реалізована вже зовсім на іншому рівні і не стільки зусиллями еліт, скільки через широкі народні рухи. У цьому та інших контекстах тема Уральської республіки ще неодноразово однозначно підніматиметься на різних рівнях.

### 2022
В 2022 Уральська Республіка приєдналася до Форуму Вільних Народів Росії.